# Euchaetis
Euchaetis es un género con 28 especies de plantas  perteneciente a la familia Rutaceae.

## Especies seleccionadas
- Euchaetis abietina
- Euchaetis albertiniana
- Euchaetis avisylvana
- Euchaetis bolusii
- Euchaetis burchellii
- Euchaetis cristagalli
- Euchaetis diosmoides
- Euchaetis dubia
- Euchaetis elata